# Jeff Timmons
Jeffrey Brandon Timmons (Cantón, 30 de abril de 1973) es un cantante y productor pop estadounidense, miembro fundador del grupo de música nominado al Grammy 98 Degrees.

## Vida personal
Timmons nació el 30 de abril de 1973 en Canton, Ohio. Se graduó de Massillon Washington High School en Massillon, Ohio, y asistió a Bluffton University, donde jugó fútbol durante un año.
Timmons tuvo un bebé con su primera esposa y habló sobre los desafíos de explicarle el espectáculo en Men of the Strip. Conoció a su segunda esposa, Amanda, mientras era coanfitrión de un espectáculo de New Kids on the Block para Jordan Knight. Timmons la describió como "la niña espiritual detrás del renacimiento de una carrera", refiriéndose al proyecto Men of the Strip. 

## Carrera

### 98 Degrees
Mientras estudiaba Psicología en Kent State, Timmons decidió mudarse a Los Ángeles para seguir una carrera en el mundo del entretenimiento. Aunque recibió varios trabajos de actuación (incluido un comercial de la Marina), su pasión era la música y formó un grupo de canto más tarde. 
Timmons junto con Justin Jeffre, y los hermanos Drew y Nick Lachey, formaron la banda de forma independiente y luego firmaron con Motown a mediados de la década de 1990. 
En 1997, lanzaron su primer sencillo, "Invisible Man", alcanzando el número doce en el Billboard Hot 100. Continuaron ganando popularidad con su aparición en la película Mulan, cantando "True to Your Heart" en la que colaboraron con Stevie Wonder.
A fines de 1998 lanzaron su álbum 98 Degrees and Rising, que incluía éxitos como "The Hardest Thing", "I Do (Cherish You)". En el año 2000, el grupo lanzó su cuarto álbum Apocalipsis, que se convirtió en el álbum de mayor registro en el Billboard 200. 
Se tomaron un descanso en 2002, luego de su gira mundial, aunque se reunieron brevemente para cantar en el especial de televisión de Navidad con Nick Lachey y su esposa, la cantautora Jessica Simpson.

### Carrera solista
Timmons debutó su carrera en solitario haciendo una gira con Jim Brickman. Después de críticas positivas, escribió y produjo su primer álbum en solitario, Whisper That Way, que se lanzó en agosto de 2004 e incluye "Whisper That Way", "Better Days" y "Favorite Star". El álbum alcanzó el puesto número #20 en la lista de adultos contemporáneos.
En septiembre de 2005, Timmons se reunió con la banda para actuar en el Club Purgatory en Cincinnati en apoyo a su compañero Justin Jeffre en su candidatura para alcalde de Cincinnati. 
En octubre de 2006, Timmons protagonizó la serie de televisión de VH1, Mission Man Band. Este programa de televisión unió a cuatro ex cantantes pop, Timmons, Bryan Abrams de Color Me Badd, Rich Cronin de LFO y Chris Kirkpatrick de *NSYNC para formar una nueva banda llamada Sureshot. El grupo no tuvo éxito y se disolvieron poco después.
En diciembre de 2009, Timmons lanzó su segundo álbum, Emotional High, gratis a través de su sitio web. El álbum contenía el sencillo "Emotional High". En 2012, Timmons se unió a las bandas masculinas A1 y Blue en una gira mundial en el sudeste asiático.

## Discografía
98 Degrees
- 98° (1997)
- 98° and Rising (1998)
- Revelation (2000)
- 2.0 (2013)

Solo albums
- Whisper That Way (2004)

### Singles
- 2004: "Whisper That Way"
- 2004: "Better Days"
- 2005: "Favorite Star"
- 2009: "Emotional High"
- 2014: "That Girl"